# Morocco Tennis Tour - Meknes 2011
Il Morocco Tennis Tour - Meknes 2011 è stato un torneo professionistico di tennis maschile giocato sulla terra rossa. È stata la 4ª edizione del torneo, che fa parte dell'ATP Challenger Tour nell'ambito dell'ATP Challenger Tour 2011. Si è giocato a Meknès in Marocco dal 14 al 19 febbraio 2011.

## Partecipanti

### Teste di serie
| Giocatore | Nazionalità       | Ranking* | Testa di serie |
| --------- | ----------------- | -------- | -------------- |
| Germania  | Denis Gremelmayr  | 108      | 1              |
| Germania  | Simon Greul       | 118      | 2              |
| Francia   | Éric Prodon       | 132      | 3              |
| Rep. Ceca | Jaroslav Pospíšil | 135      | 4              |
| Italia    | Alessio Di Mauro  | 161      | 5              |
| Germania  | Bastian Knittel   | 167      | 6              |
| Francia   | Augustin Gensse   | 185      | 7              |
| Italia    | Simone Vagnozzi   | 186      | 8              |

- Ranking al 7 febbraio 2011.

### Altri partecipanti
Giocatori che hanno ricevuto una wild card:
- Anas Fattar
- Yassine Idmbarek
- Hicham Khaddari
- Talal Ouahabi

Giocatori passati dalle qualificazioni:
- Victor Crivoi
- Gerard Granollers Pujol
- Leonardo Kirche
- Franko Škugor

## Campioni

### Singolare
Jaroslav Pospíšil ha battuto in finale  Guillermo Olaso, 6–1, 3–6, 6–3

### Doppio
Treat Conrad Huey /  Simone Vagnozzi hanno battuto in finale  Alessio Di Mauro /  Alessandro Motti con il punteggio di 6–1, 6–2